# Hochschule Flensburg
Hochschule Flensburg eller Flensburg University of Applied Sciences er et universitet i Flensborg, der tilbyder videregående erhvervsrettede uddannelser inden for områderne teknik og økonomi. Ingeniørhøjskolen har cirka 4.000 studerende og blev ledet af Herbert Zickfeld.
Højskolen startede i 1886 som maskinistskole. Forløberen var navigationsskolen fra 1875. Senere udviklede skolen sig til et akademisk uddannelsessted. Ingeniørhøjskolen samarbejder i dag på en række fag med Flensborg Universitet. Uddannelser er samlet på campusområdet i bydelen Sandbjerg syd for byens centrum. På campusområdet er der bl.a. etableret et stort fælles bibliotek med cirka 265,000 medieenheder.